# Bisdom Poreč-Pula
Het bisdom Poreč-Pula (Latijn: Dioecesis Parentina et Polensis; Kroatisch: Porečko-pulska biskupija; Italiaans: Diocesi di Parenzo e Pola) is een rooms-katholiek bisdom in Kroatië binnen het aartsbisdom Rijeka.

## Bisdom Parenzo-Pola/Poreč-Pula
Het bisdom is in 1828 ontstaan in het toenmalige keizerrijk Oostenrijk door samenvoeging van de twee bisdommen Parenzo en Pola onder de naam Parenzo-Pola. Deze bisdommen behoorden toen bij het patriarchaat Venetië. In 1830 ging het bisdom deel uitmaken van de nieuwe kerkprovincie Gorizia (Duits: Görtz). Na de Eerste Wereldoorlog lag het bisdom in Italië (1918) en na de Tweede Wereldoorlog (1945) in de Socialistische Federale Republiek Joegoslavië (Joegoslavië). In 1969 werd het bisdom bij het aartsbisdom Rijeka gevoegd. In 1977 werd het bisdom uitgebreid met dat deel van het bisdom Triëst dat ook in Joegoslavië was gelegen. Hierbij ging het voornamelijk om de voormalige bisdommen Pićan en Novigrad. Sinds het uiteenvallen van Joegoslavië in 1991-1992 ligt het bisdom in de republiek Kroatië.

## Bisdom Parenzo (Poreč)
Het bisdom dateert uit de derde eeuw en was vanouds verbonden met het patriarchaat Aquileja.
Van 1434 tot 1448 was het verbonden met het bisdom Cittanova (Novigrad). Nadat het patriarchaat Aquileja in 1751 was opgeheven werd het een suffragaanbisdom van het aartsbisdom Udine. Na de opheffing van dat aartsbisdom Udine in 1818 werd het voorlopig onder het patriarchaat Venetië gesteld om in 1828 samengevoegd te worden met het bisdom Pola.

## Bisdom Pola (Pula)
Het bisdom dateert uit de zesde eeuw en was toen verbonden met het aartsbisdom Ravenna. In de zevende eeuw werd het verbonden met het patriarchaat Grado en later met het patriarchaat Aquileja. Nadat het patriarchaat Aquileja in 1751 was opgeheven werd het een suffragaanbisdom van het aartsbisdom Udine. Na de opheffing van dat aartsbisdom Udine in 1818 werd het voorlopig onder het patriarchaat Venetië gesteld om in 1828 samengevoegd te worden met het bisdom Paranzo.
Rijeka (aartsbisdom) · Gospic-Senj · Krk · Poreč-Pula